# Mihajlo Idvorski Pupin
Mihajlo Idvorski Pupin (äv. Michael I. Pupin), född 4 oktober 1858 i Idvor , Kungariket Ungern, Österrikiska väldet nära Zrenjanin, Serbien, död 12 mars 1935, var en serbisk fysiker, kemist och elektrotekniker.
Han var verksam vid Columbia University från 1890 och uppfann pupinspolen, som användes i telefonkablar för långdistanskommunikation. Användandet av en pupinspole kallades för pupinisering (att pupinisera). Han låg även bakom många andra uppfinningar, och registrerade 34 patent. Han fick Pulitzerpriset för sin självbiografi From Immigrant to Inventor (Från invandrare till uppfinnare) 1924.